# Музей Торреса-и-Кеведо
Музей Торреса-и-Кеведо (исп. Museo Torres Quevedo) — музей, посвящённый известному испанскому изобретателю — Леонарду Торресу-и-Кеведо, находящийся на территории Мадридского политехнического университета.
Музей предназначен для широкой публики: тех, кто интересуется изобретениями, а также для исследователей. Время работы музея: понедельник-пятница, с 9:00 до 14:00; вход бесплатный.
Расположен в Школе гражданского строительства (Escuela de Ingenieria de Caminios) Мадридского политехнического университета и был создан на средства, пожертвованные самим Леонардо Торресом-и-Кеведо этой школе в 1928 году. В настоящее время является университетским музеем, входящим в Сеть музеев и научно-технических центров Мадридского муниципалитета.
С самого начала своей профессиональной карьеры Торресом-и-Кеведо занимался проектирование канатных дорог и паромов. В 1887 году он зарегистрировал свой первый патент (№ 7348) на «Систему многопроволочных воздушных фуникулеров». Самый известный из этих воздушных паромов, который до сих пор работает, — это канатная дорога «Whirlpool Aero Car». Прототип этого транспортного средства также находится в музее.

Экспонаты музея
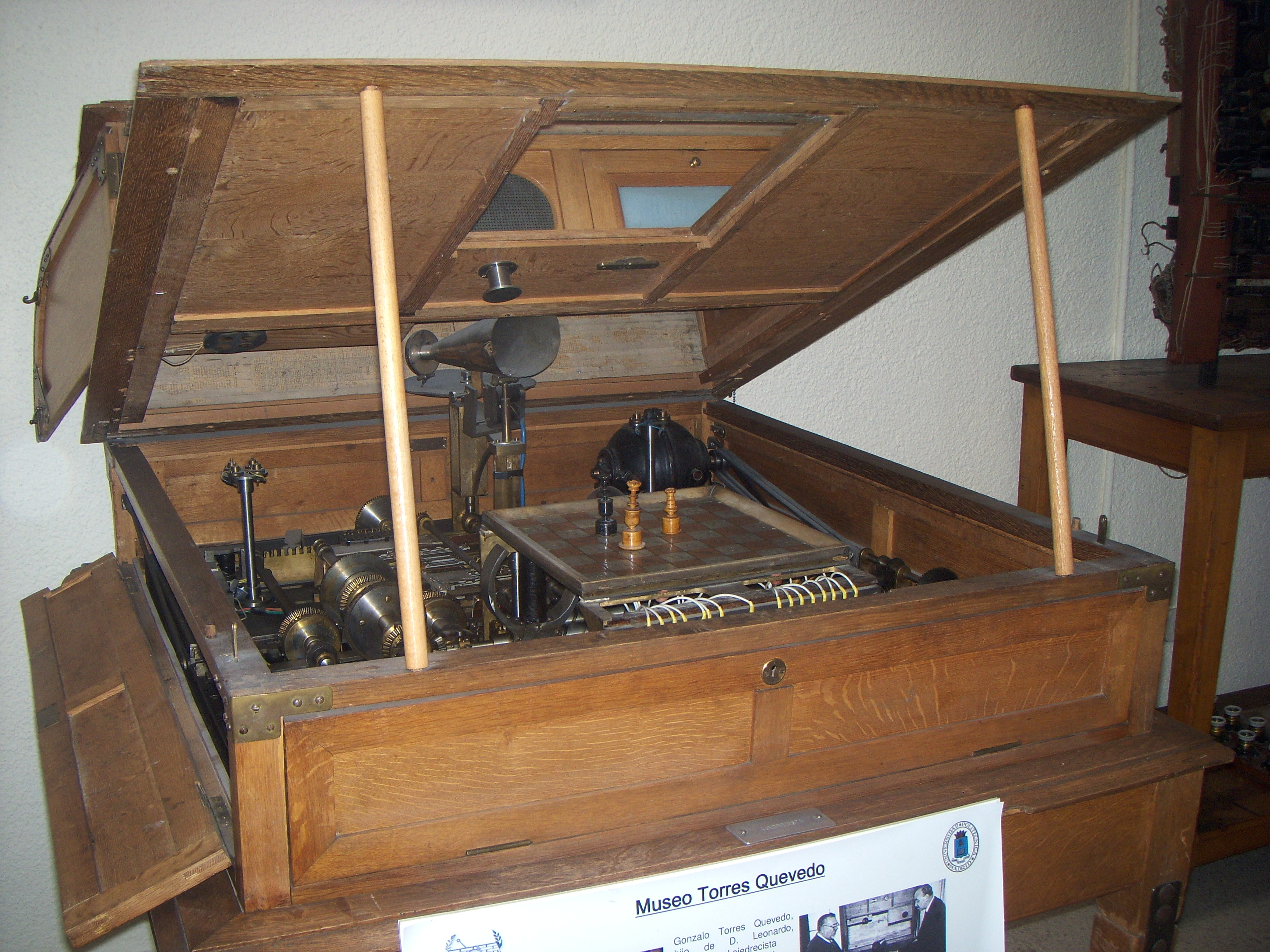
Шахматный автомат El Ajedrecista
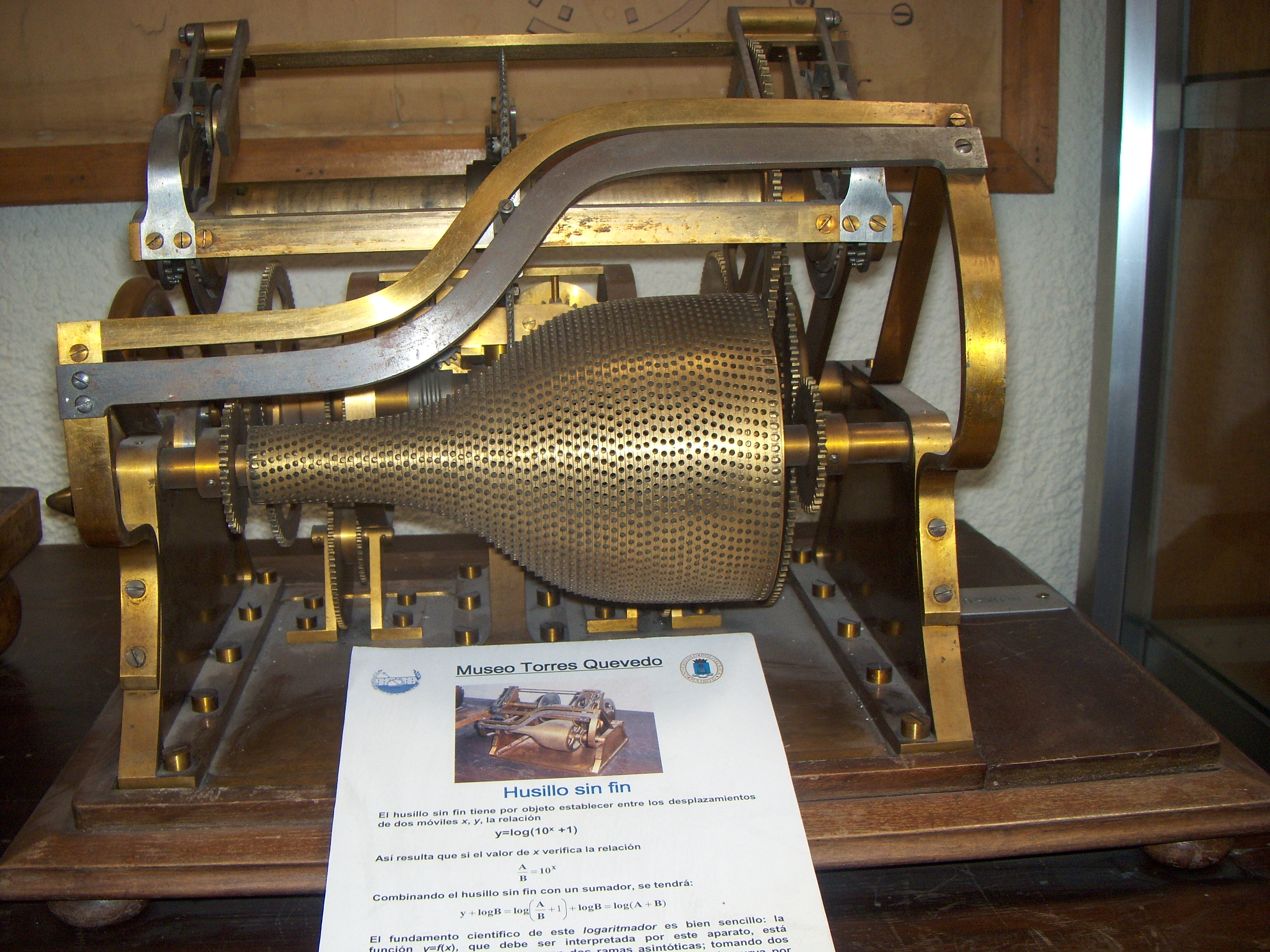
Винтовой шнек (бесконечное веретено)
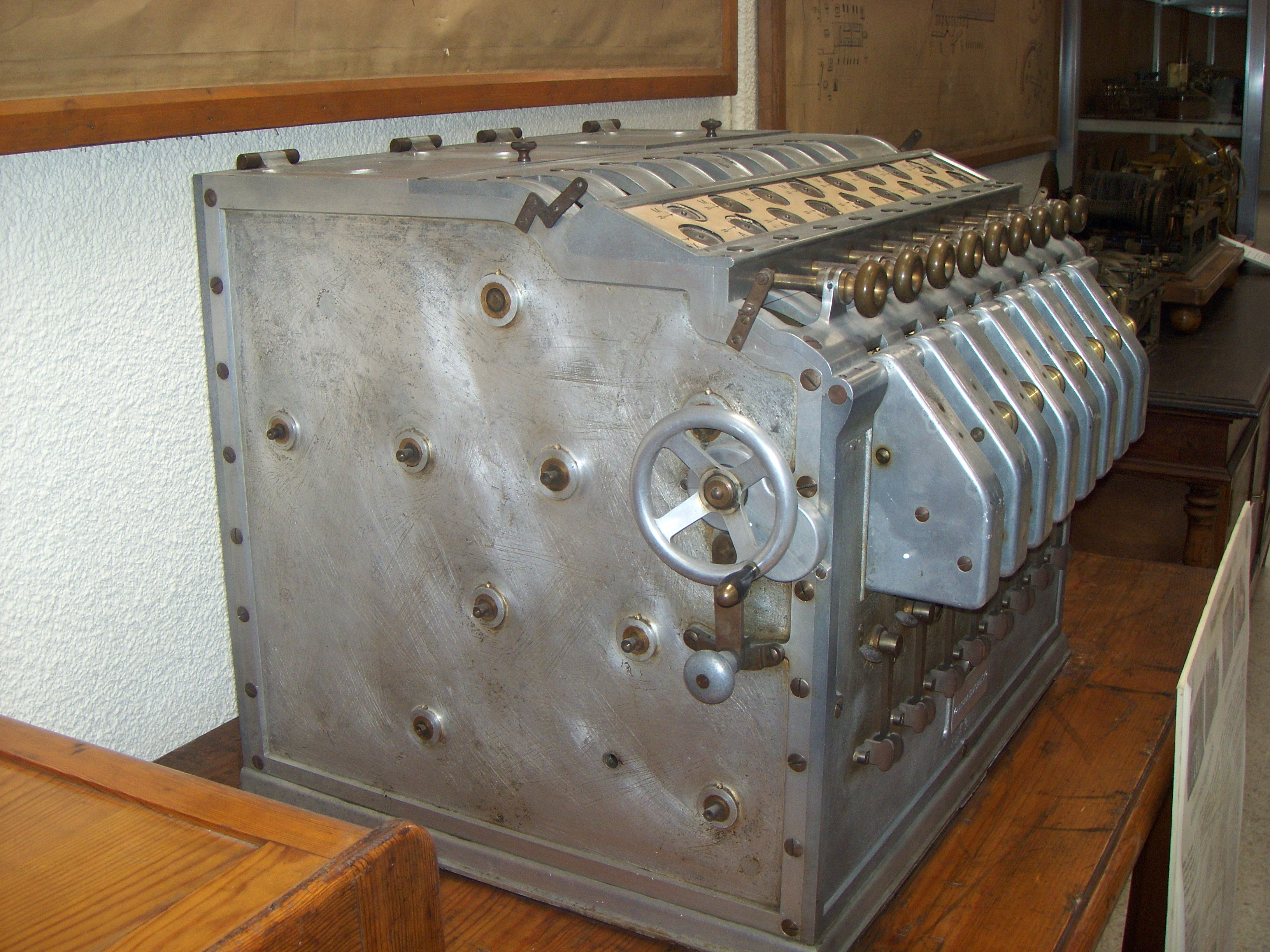
Алгебраическая машина
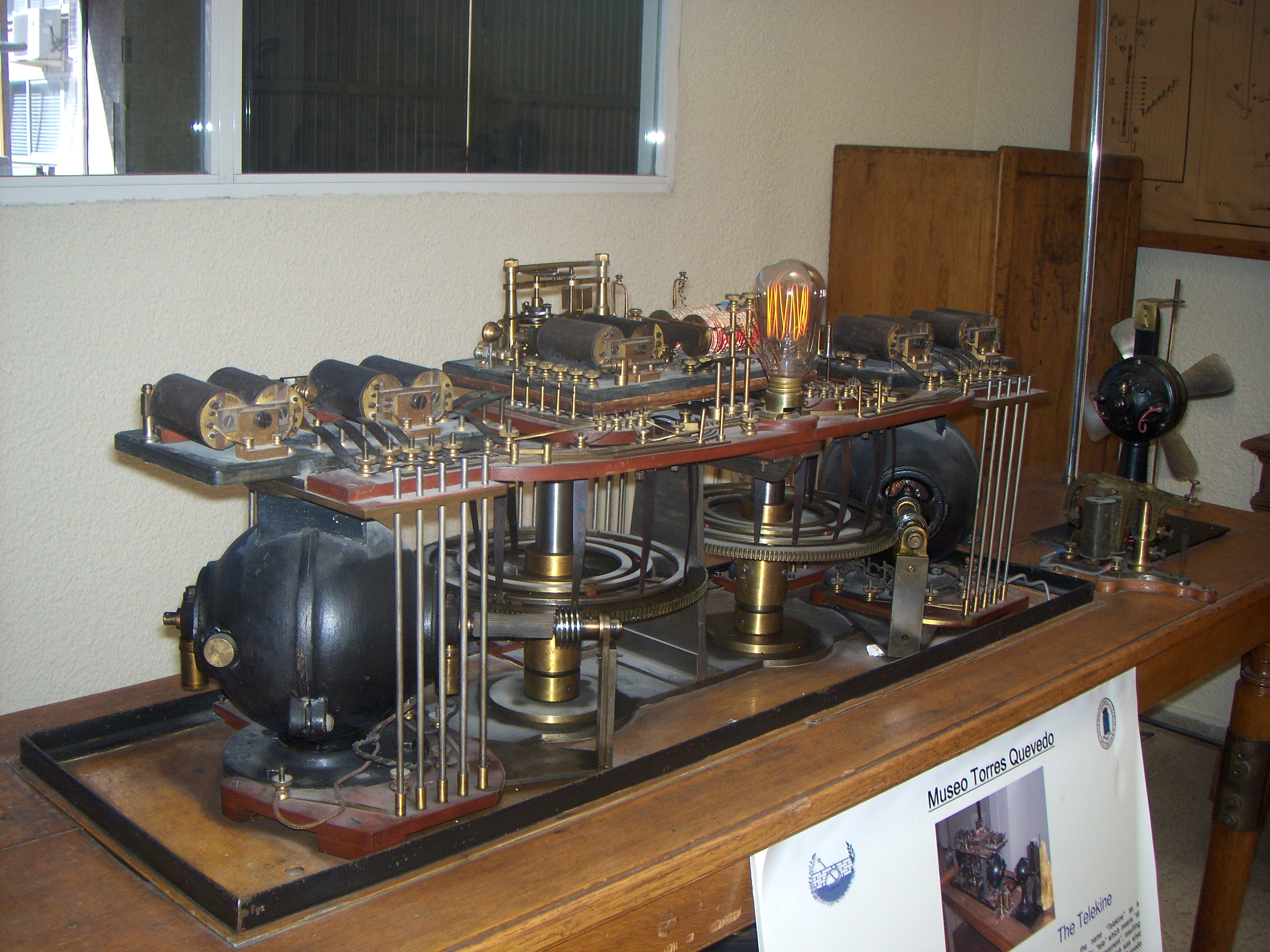
Telekino